# Burgh le Marsh
Burgh le Marsh est un village du district d'East Lindsey dans le Lincolnshire en Angleterre. Lors du recensement de 2011, la population du village s'élève à 2 026 habitants.

## Géographie
Le village est bâti sur une colline basse entourée d'anciens terrains marécageux. L'A158 traversait autrefois le village d'ouest en est, mais elle a été détournée lorsqu'une nouvelle rocade a été construite en novembre 2007. Une voie romaine traverse le village en direction de Skegness.

## Jumelage
- Beaumont-sur-Sarthe (1988)